# Charles Stephan
Eduard Antoin Philip (Charles) Stephan (Spijkenisse, 6 september 1969) is een Nederlands beeldend kunstenaar, grafisch vormgever, illustrator, character designer en schrijver van boeken.

## Levensloop
Stephan werd geboren als derde kind van A.F. Stephan en R.J.C. Gout (Yamada). Samen met zijn drie zussen Joan, Linda en Leslie groeide hij op in Spijkenisse. Van kleins af aan was hij altijd druk in de weer met natuur en met kleurpotloden en papier.
Charles heeft een dochter (Larissa Stephan) uit zijn eerste huwelijk en is hertrouwd met Tara Promt met wie hij een dochter (Julia Joan Hope) heeft gekregen op 10 juni 2006.
Als groot liefhebber van varkens, in het bijzonder hangbuikzwijnen en minivarkens, richtte hij in 1999 samen met zijn vrouw de Stichting ’t Gorke op en in 2003 verhuisden zij naar een boerendijkhuis te Nieuw-Beijerland waar hij zijn eigen atelier, Atelier Babi Senang, runt. Vanuit dit atelier lanceert Charles regelmatig zijn kunstzinnige ideeën, ooit begonnen met werk op papier en later steeds duidelijker uitmondend in driedimensionaal werk als de Lil’ pOtbellies, de Knorkeltjes, Alice Cherry Blossom en William (Billie) Winterberry. Hij heeft regelmatig exposities en schreef een boek Van Minivarken tot Grote vriend en diverse artikelen over de verzorging en de opvang van hobbyvarkens, waartoe hij ook het virtuele varkensasiel in het leven riep. Naast zijn werk als kunstenaar zet Charles zich met medewerking van zijn vrouw en enkele goede vrienden binnen Stichting ’t Gorke in voor de belangen van (hobby)varkens en zwijnen.

## Werken
Charles Stephan begon zijn loopbaan met het ontwerpen van coveromslagen en de lay-out van het varkensmagazine ’t Knorrende Stopcontact. Internationale opdrachten "pig art" en character design voor animatiestudio Wijio voor de productie Timepiglets volgden al snel.

## Invloeden
Stephans stijl werd in zijn beginperiode beïnvloed door beeldend kunstenaars, ontwerpers en schilders als Rien Poortvliet, Anton Pieck, Brian Froud en Walty Dudok van Heel.

## Merchandising
Zijn driedimensionale werk vond zijn hoogtepunt in het ontwerpen van het varkenspopje, een Tiny Asian Ball-jointed doll Alice Cherry Blossom in samenwerking met de firma Elfdoll Inc. in Korea. Begin 2008 verscheen naast de derde editie van Alice ook haar broertje William "Billie" Winterberry. Rond Alice and Friends ontstaat momenteel veel merchandising.

## Tentoonstellingen
- 2002: Het Beloofde Varkensland: aquarelwerk op papier
- 2002: Paleis Het Loo in samenwerking met de Stichting Zeldzame Huisdierrassen ten behoeve van tentoonstelling Vorstelijk Vee: aquarelwerk op papier
- 2004: in Atelier Babi Senang, Nieuw-Beijerland: “Adopteer een kunstbig”: driedimensionaal werk, lancering van de Lil’ pOtbellies
- 2005: Varkenskunst in de Tuin van Appelscha
- 2006: in Oud-Beijerland, Klein Profijt
- 2007 : in Nieuw-Beijerland, Galerie DeBuuT: “Pig Art & Character Design” Alice Cherry Blossom en ander werk als de Lil’ pOtbellies en werk op papier